# Balcer Ciecierski
Balcer (Baltazar) Ciecierski herbu Rawicz (ur. 5 stycznia 1687 w Paprotni, zm. 15 lipca 1750 w Warszawie) – stolnik drohicki w latach 1710–1750.
Był synem Tomasza Stanisława Ciecierskiego i Jadwigi Godlewskiej herbu Gozdawa. 25 czerwca 1712 poślubił w kościele w Perlejewie Annę Gembicką Nałęcz, córkę Jana – kasztelana nakielskiego, był ojcem Jakuba. Był posłem ziemi drohickiej na sejm z limity 1719/1720 roku, sejm zwyczajny pacyfikacyjny 1735 roku i na sejm 1740 roku. Fundator kościoła św. Michała Archanioła w Mordach tam też został pochowany.